# Boris Lukašík
Boris Lukašík, né le 24 février 1935, à Ružomberok, en Tchécoslovaquie, est un joueur tchécoslovaque de basket-ball. Il est le frère de Dušan Lukašík.

## Palmarès
- Finaliste du championnat d'Europe 1959